# تو بعدی هستی
تو بعدی هستی (به انگلیسی: You're Next) یک فیلم اسلشر مستقل آمریکایی محصول سال ۲۰۱۱ به نویسندگی سایمون بارت و کارگردانی آدام وینگارد است. در این فیلم بازیگرانی همچون شارنی وینسون، نیکلاس توچی، ای.جی بوون، وندی گلن و جو سوانبرگ ایفای نقش می‌کنند. اکران اولیهٔ فیلم در جشنواره بین‌المللی فیلم تورنتو سال ۲۰۱۱ و برنامهٔ جنون نیمه‌شب بود. سپس این فیلم در تاریخ ۲۳ اوت ۲۰۱۳ در ایالات متحده منتشر شد و مورد تقدیر قرار گرفت. همچنین به فروشی معادل ۲۶ میلیون دلار رسید، که فراتر از بودجهٔ ۱ میلیون دلاری خود بود.

## داستان
فیلم با یک مرد و معشوقه جوانش که در خانهٔ خود هستند شروع می‌شود؛ که یکی از آنان با گلوی بریدهٔ دختری و عبارت «تو بعدی هستی» روبه‌رو می‌شود. سپس افرادی با ماسک روباه به سمت آن‌ها می‌آیند و آن‌ها را به قتل می‌رسانند.
ارین همراه دوست پسرش، کریسپین، و خانوادهٔ خود، و پدر و مادر کریسپین جشنی را در تعطیلات در خانهٔ خود در میسوری می‌گیرند.
در طول شب، در میز شام، طارق و دریک با کمان زنبورکی توسط مهاجم ناشناخته‌ای مورد حمله قرار می‌گیرند. دریک زنده می‌ماند، اما طارق می‌میرد. ایمی متوجه می‌شود که تلفن همراهش مسدود است و فایده‌ای در تلاش فرار از خانه برای کمک گرفتن وجود ندارد. پس از آن، روباه ماسک می‌آید و او را به قتل می‌رساند. خانوادهٔ او پس از شنیدن جیغ او به طبقهٔ بالا می‌روند تا او را پیدا کنند، اما با جسدش و عبارت «تو بعدی هستی» روبه‌رو می‌شوند. ارین شروع به قفل کردن تمام درها و بررسی امنیت پنجره‌ها کرده و تلاش می‌کند با ۹۱۱ تماس بگیرد؛ درحالی‌که با بره ماسک روبه‌رو می‌شود. بره ماسک ارین را توسط موی او می‌گیرد، اما او با چاقو به او ضربه می‌زند و به سمت آشپزخانه فرار می‌کند.
کلی به اتاق خوابش می‌رود، اما روباه ماسک را در زیر تخت می‌یابد. او با ترس و هراس به خانهٔ همسایه می‌رود و با جسد زن و شوهری مواجه می‌شود که توسط بره ماسک کشته شده‌اند. ببر ماسک یک بار دیگر برای کشتن ارین تلاش می‌کند، اما موفق نمی‌شود. درگیری‌ها ادامه می‌یابد و…